# Niewolnice z Pipidówki
Niewolnice z Pipidówki – komedia Michała Bałuckiego w czterech aktach. Prapremiera odbyła się 2 stycznia 1897 w Krakowie.

## Treść
W Pipidówce trwają poszukiwania kandydata na stanowisko dyrektora kasy oszczędności. Wszelkie kompetencje na to stanowisko posiada pan Milicz, jednak na przeszkodzie staje nieoczekiwane zdarzenie. Pan Milicz odrzuca zaloty podstarzałej pani Filatyńskiej, która wielce tym oburzona postanawia się zemścić. Wspólnie z innymi paniami pipidowieckimi (określanymi przez autora jako „niewolnice”, ponieważ wygłaszają żale o swoim uciemiężeniu przez mężów) Filatyńska rozpoczyna kampanię przeciw Miliczowi. 

## Incenizacje (wybór)
- Teatr im. Juliusza Słowackiego w Krakowie (1986, reż. Zbigniew Bogdański)[3]
- Teatr im. Juliusza Osterwy w Lublinie (2007, reż. Krzysztof Babicki)[4]
- Teatr Miejski im. Witolda Gombrowicza w Gdyni (2024, reż. Krzysztof Babicki)[5]